# Gerd Ripkens
Gerd Ripkens (* 24. Januar 1929 in Camp; † 31. Mai 1988) war ein deutscher Politiker der CDU.

## Ausbildung und Beruf
Gerd Ripkens besuchte die Volksschule und die Realschule, die er 1945 mit der Mittleren Reife beendete. Es schloss sich eine Ausbildung zum Kaufmann an; die Kaufmannsgehilfenprüfung legte er 1948 ab. Eine weitere Ausbildung beendete er 1950 mit der Chemielaborantenprüfung. Er besuchte die Fachschule für Chemotechniker und wurde 1954 Chemotechniker. Als Chemotechniker in der chemischen Industrie arbeitete er bis 1968 und als Ingenieur im technischen Dienst bis 1978. Bis 1984 war er Spartenvertriebsleiter in der chemischen Industrie.

## Politik
Gerd Ripkens war seit 1949 Mitglied der CDU. Er war Mitglied des Kreisparteivorstandes. 1956 wurde er Mitglied des Rates der Stadt Kamp-Lintfort. Ab 1960 wirkte er als Fraktionsvorsitzender der CDU und Mitglied der Kreistage Moers/Wesel. Von 1965 bis 1975 fungierte er als Fraktionsvorsitzender der CDU und Mitglied der Verbandsversammlung des SVR.
Ripkens war Mitglied der Kolpingsfamilie.
Gerd Ripkens war vom 30. Mai 1985 bis zum 31. Mai 1988 Mitglied des 10. Landtages von Nordrhein-Westfalen, in den er über die Landesliste einzog.